# 林巴赫河 (哈斯拉赫河支流)
49°44′0″N 10°34′47″E / 49.73333°N 10.57972°E

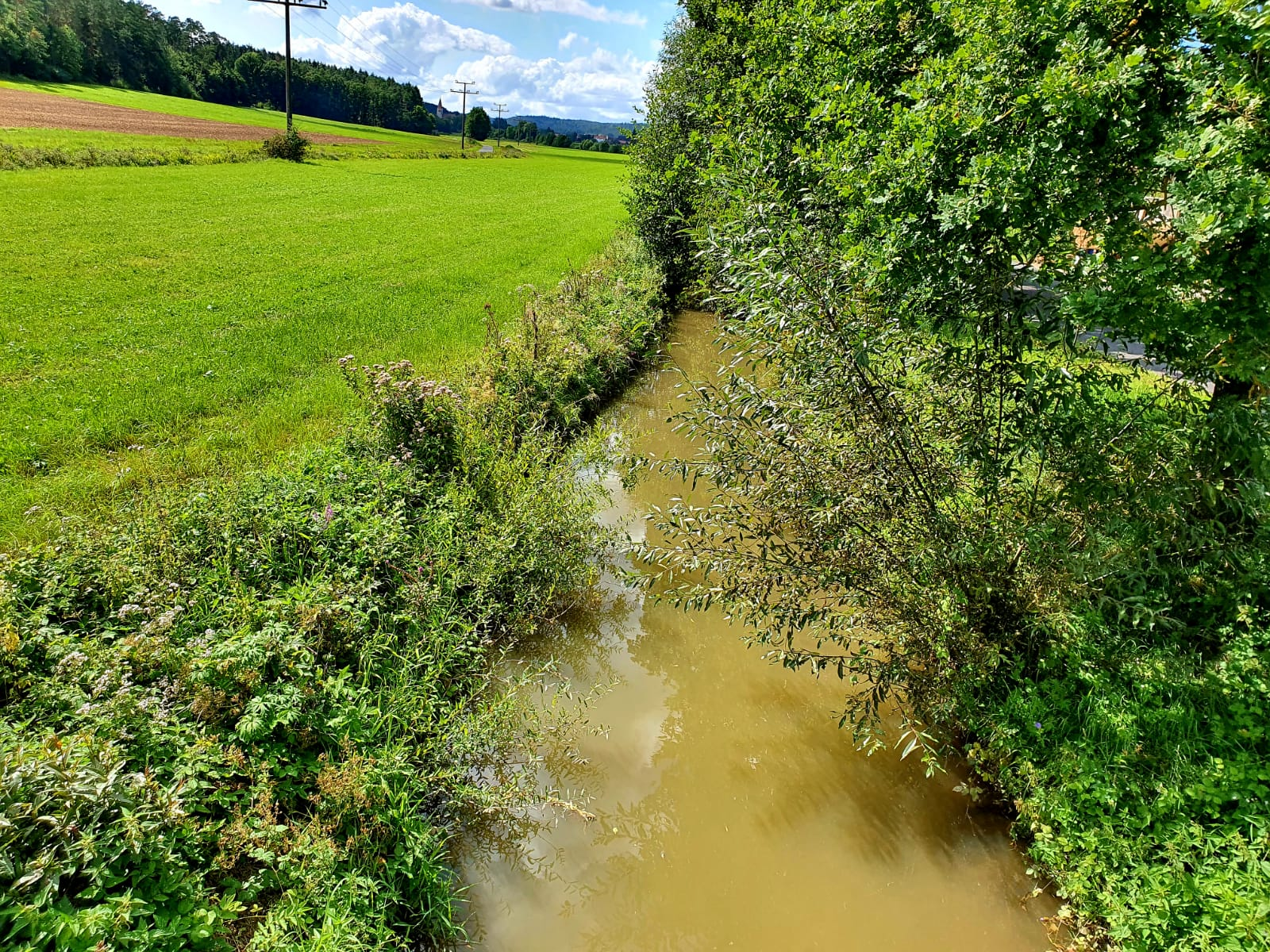

林巴赫河（德語：Rimbach），是德國的河流，位於該國東南部，由巴伐利亞負責管轄，屬於哈斯拉赫河的支流，河道全長3.5公里，流域面積22.6平方公里。